# Albert Haeyen

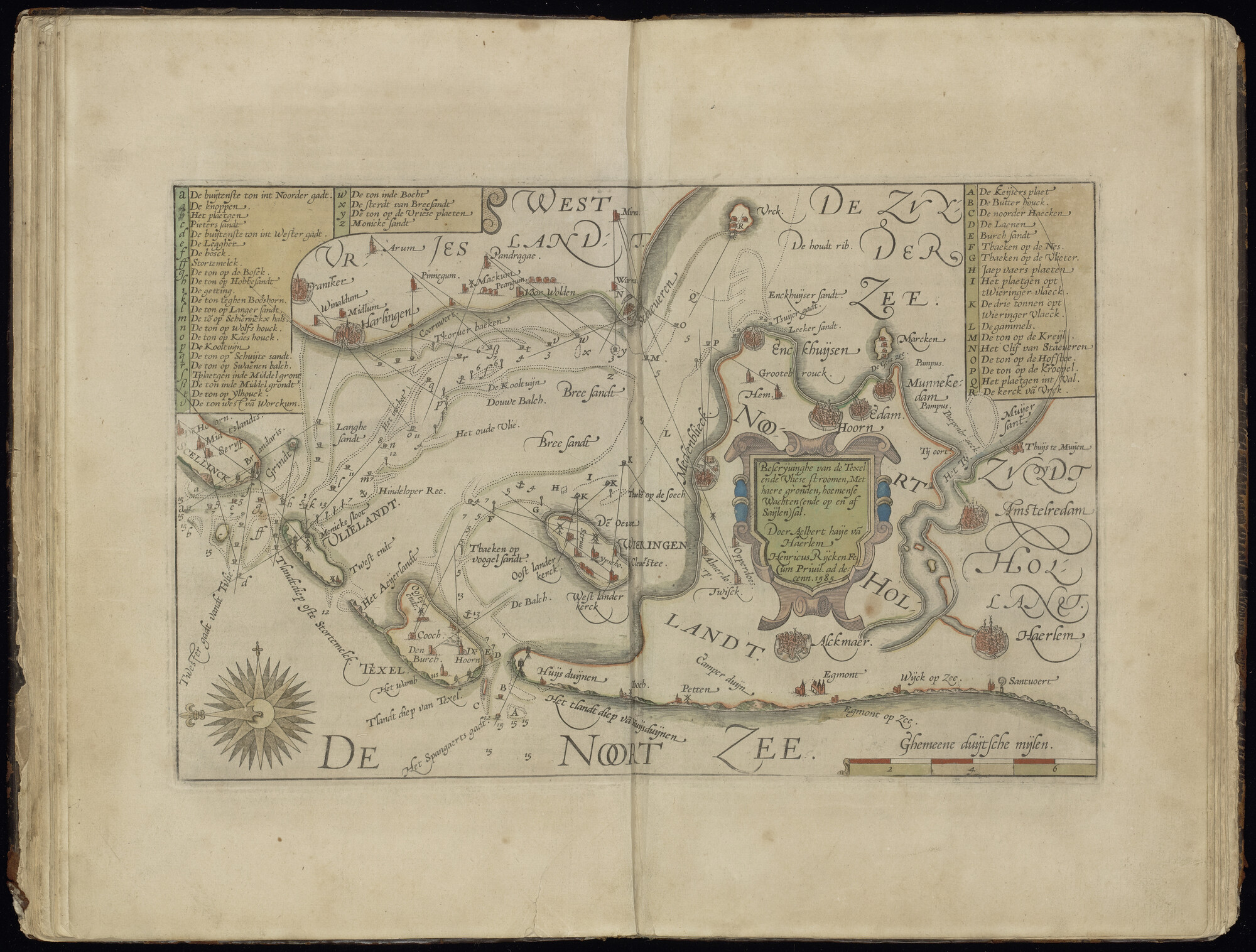
Amstelredamsche zee-caerten - Kaart van de Zuiderzee, Noord-Holland en Friesland met de Waddeneilanden. Albert Haeyen (1585)

Albert Hendricksz Haeyen (Haarlem, voor 1550 – na 1613) was een Nederlands stuurman en cartograaf. Hij wordt beschouwd als een van de eerste Nederlandse cartografen die zeekaarten publiceerde. 
Er is weinig bekend over zijn leven. Rond 1580 werd hij beschouwd als een van de meest ervaren stuurlieden en gaf hij vaak onderricht en advies aan minder ervaren zeelieden. In opdracht van het stadsbestuur van Amsterdam vervaardigde hij een reeks van vijf nauwkeurige kaarten, bekend als de Amstelredamsche Zee-caerten, gegraveerd door Harmen Jansz Muller en Henricus Rijcken uit Haarlem, en vanaf 1585 uitgegeven door Christoffel Plantijn in Leiden. Het was een handzaam boekje van 200 × 310 mm met 56 bladzijden met zeilinstructies en vijf kaarten. De kaarten boden een gedetailleerde weergave van de Noordzeekusten met vaargeulen, ondiepten en bakens, van Nieuwpoort (België) tot aan Holmsland in Denemarken. Haeyens werk werd positief ontvangen door stuurlieden, die het handige formaat en de gedetailleerde behandeling van inhammen en havens waardeerden. Hij ontving een octrooi voor deze uitgave, waarmee hij gedurende tien jaar het alleenrecht had om de kaarten te verspreiden. Omdat het werk werd gewaardeerd verschenen er tot 1613 minimaal vier herdrukken. Hoewel er plannen waren om kaarten van verder gelegen gebieden te maken, werden deze niet uitgevoerd, waarschijnlijk omdat Lucas Jansz Waghenaer intussen een dergelijke kaartenset had voltooid.
Naast zijn cartografische werk publiceerde Haeyen in 1600 een handboek over navigatie, Eene corte onderrichtinge belanghende de kunst van Zeevaart, waarin hij het belang van praktijkervaring benadrukte en kritiek uitte op theoretici die nooit zelf hadden gevaren. Haeyen verwees naar de reizen naar Oost-Indië en stelde dat de ervaringen en notities van de zeelui onterecht door geleerden zonder kennis van de zee werden opgeëist. Zijn kritiek leidde tot een polemiek met Robbert Robbertsz le Canu. Uiteindelijk werd het principe van gegevensuitwisseling, zoals ingevoerd door Jan Huygen van Linschoten, de norm, wat leidde tot bredere beschikbaarheid van zeevaartinformatie.
Haeyens laatste bekende publicatie verscheen in 1613.